# Das Paradies und die Peri
Das Paradies und die Peri (Il Paradiso e la Peri), op. 50, è un oratorio profano in tre atti, composto da Robert Schumann su un libretto adattato dal compositore di un'opera di Thomas Moore (Lallah Rookh).

## Prima rappresentazione[1]
| Personaggi | Tipo di voce | Prima rappresentazione alla Gewandhaus Großer Saal di Lipsia, 4 dicembre 1843 (Direttore: Robert Schumann) |
| ---------- | ------------ | --- |
| La Peri    | soprano      | |
| L'Angelo   | contralto    | |
| Tenor Solo | tenore       | |

Questo oratorio profano debuttò alla Gewandhaus Großer Saal di Lipsia il 4 dicembre 1843, diretta dallo stesso Robert Schumann, venendo accolto positivamente soprattutto dal pubblico piuttosto che dalla critica. Venne replicato l'11 dicembre seguente, sempre diretto da Schumann, ottenendo un maggior favore. Del 23 dicembre 1843 è la prima rappresentazione al Semperoper di Dresda, ove ottenne nuovamente grandi consensi.

## Trama
La storia, intrisa di simbolismo e significati moralistici ed ideale commistione tra misticismo arabo e quello cristiano, è ambientata in un favoloso e mitico Oriente e racconta di una Peri, creatura della mitologia persiana paragonabile ad una fata, che viene allontanata dal Paradiso per delle colpe non chiarite nella trama, e dei suoi tentativi per tornarvi, che consistono nel portare alla divinità superiore un dono puro, degno di esso.
La Peri quindi s'invola sull'India per raccogliere le ultime gocce di sangue di un giovane eroe ucciso da un tiranno, ma l'offerta non basta per consentirle il ritorno in Paradiso. Tornata sulla Terra, dopo essersi riposata alle sorgenti del Nilo, ne segue il corso, incontrando una coppia di innamorati colpiti dalla peste: ella porterà alla divinità l'ultimo respiro della ragazza che ha sacrificato la propria vita per stare accanto all'amato morente; anche in questo caso il dono non è bastevole per il suo ritorno in Cielo. La Peri riprende la sua ricerca arrivando nella valle di Baalbek. Nota così un bambino intento ad intonare le preghiere della sera. Egli è osservato da un feroce bandito che viene sopraffatto dal pentimento alla visione del fanciullo. Le lacrime di pentimento dell'uomo saranno il dono che riapriranno finalmente le porte del Paradiso alla Peri.

## Organico strumentale
Un ottavino, due flauti, due oboi, due clarinetti, due fagotti, quattro corni, due trombe, tre tromboni, un oficleide, timpani, una grancassa, piatti, triangolo, arpa e archi.